# Conigephyra splendida
Conigephyra splendida är en fjärilsart som beskrevs av Erich Martin Hering 1926. Conigephyra splendida ingår i släktet Conigephyra och familjen tofsspinnare. Inga underarter finns listade i Catalogue of Life.